# Edifici Sant Ponç
L'edifici Sant Ponç del Grup Excursionista i Esportiu Gironí és una obra de Girona inclosa a l'Inventari del Patrimoni Arquitectònic de Catalunya.

## Descripció
Edifici de planta allargassada de planta baixa i 2 pisos, adossat a una piscina climatitzada existent i la que s'obra en part. L'edifici conté els serveis de control d'entrada (a nivell del primer pis i obrint-se amb una terrassa als jardins i instal·lacions esportives posteriors), de bar, i escala de triple espai que relaciona verticalment els 3 nivells. L'accés general puja des de nivell de carrer al primer pis per una llarga escala. Al segon pis hi ha pistes de squash i un gimnàs per una segona fase (ja que l'obra és la primera fase). A la planta baixa hi ha els vestidors, serveis i accés a piscines. Els materials són de bloc torho i de formigó vist pintat. La façana principal se'ns mostra com un joc de massissos de bloc amb vidre, donant llum a l'espai de l'escala. El lloc de l'entrada es potencia amb un element massís de bloc, forma corba i volat. A nivell del primer pis apareix un ràfec unificador. Al segon pis el cos es retira de façana per crear llum a squash.

## Història
Projecte del 1984 i obra del 1985 (primera fase).